# Joanic (metropolitana di Barcellona)
Joanic è una stazione della linea 4 della metropolitana di Barcellona situata sotto la calle Pi i Margall nel distretto di Gràcia di Barcellona.
La stazione fu inaugurata nel 1973 come parte dell'antica Linea IV e con il nome di Joanich. Nel 1982 a seguito della riorganizzazione delle linee della metropolitana la stazione entrò a far parte della L4 e cambiò nome nell'attuale forma catalana.